# Gerhart-Hauptmann-Gedenkstein (Radebeul)

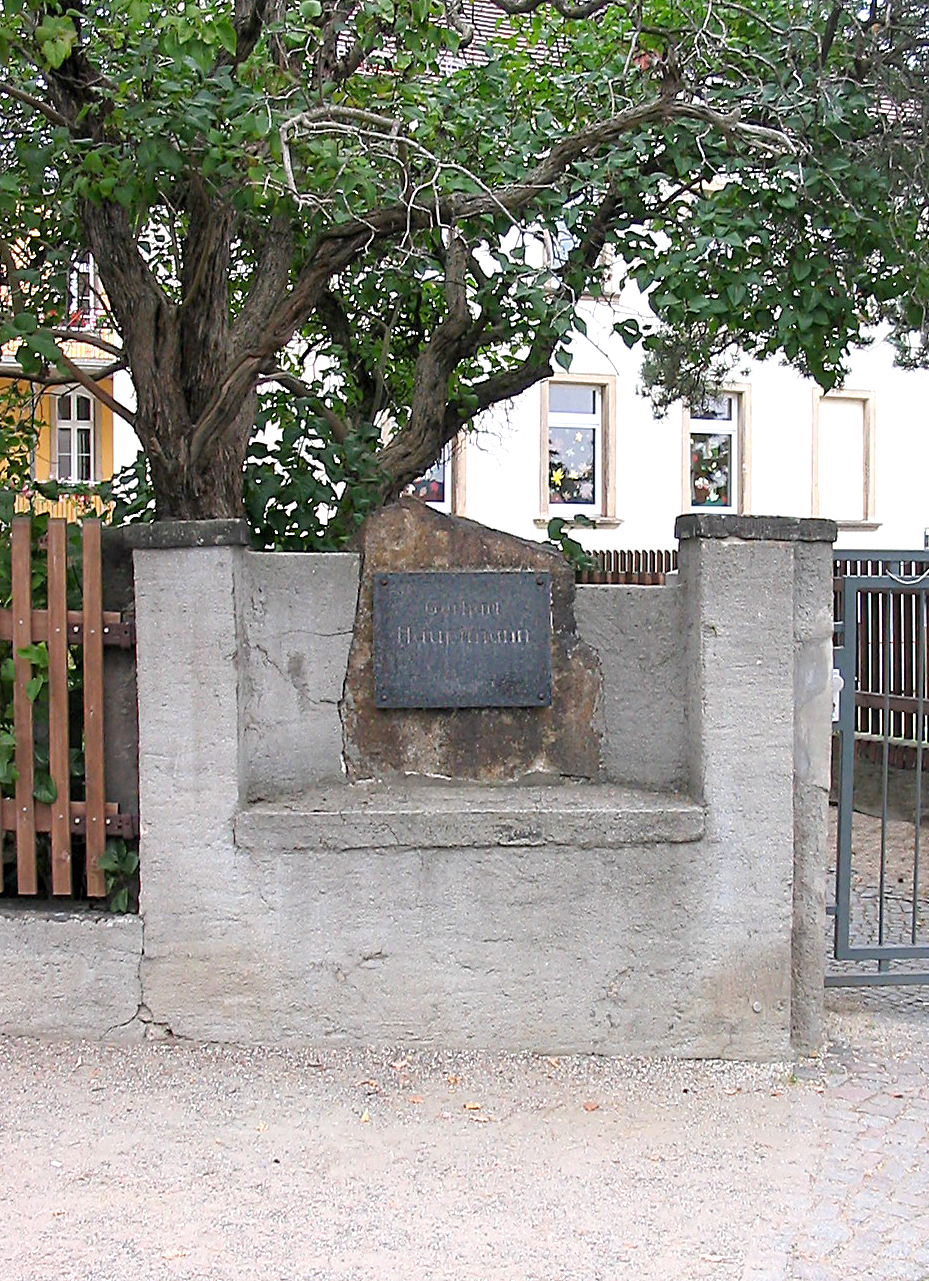
Gerhart-Hauptmann-Gedenkstein in Zitzschewig

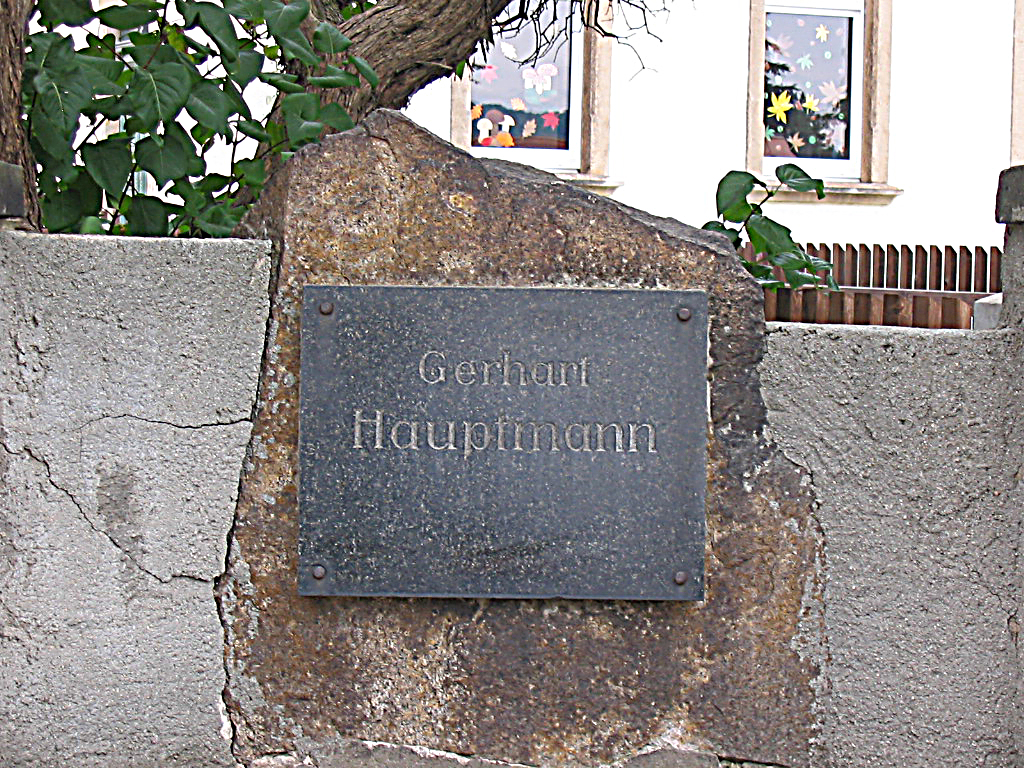
Gerhart-Hauptmann-Gedenkstein in Zitzschewig, Tafel

Der Gerhart-Hauptmann-Gedenkstein steht in der Gerhart-Hauptmann-Straße 12 im Stadtteil Zitzschewig des sächsischen Radebeul. Er erinnert an den deutschen Dichter und Dramatiker Gerhart Hauptmann.

## Beschreibung
Der große Syenit-Stein steht in einer Mauernische einer Grundstücksmauer, auf ihm ist eine schwarze Steinplatte befestigt, die eingraviert den Namen „Gerhart Hauptmann“ trägt.
1924 wurde die Straße an dem Standort nach Hauptmann benannt; die sich an diesem Ort befindliche ehemalige Zitzschewiger Schule (Hausnummer 12) trug ab 1949 Hauptmanns Namen. Im gleichen Jahr 1949 wurde der Gedenkstein an der beschriebenen Stelle aufgestellt.
Die gemeindeeigene Schule Zitzschewig auf dem Huhlberg wurde 1841/1842 errichtet, musste 1876 und 1895 erweitert werden und erhielt 1915 einen Turnhallenneubau.
Gerhart Hauptmann selbst hatte nicht weit entfernt, im Zitzschewiger Hohenhaus, im 19. Jahrhundert seine spätere Ehefrau Marie kennengelernt, eine der drei Thienemann-Schwestern, die die drei Hauptmann-Brüder heirateten.